# Heidemolen (Malderen)
De Heidemolen is een windmolen in de tot de Vlaams-Brabantse gemeente Londerzeel behorende plaats Malderen, gelegen aan Molenheide 25.
Deze open standerdmolen fungeerde als korenmolen.

## Geschiedenis
Het in een as gekraste jaartal 1119 is uiterst twijfelachtig. Het zou veel waarschijnlijker om 1719 kunnen gaan. Er zijn geen documenten die gewag maken van een molen van een dergelijke ouderdom op die plaats.
De ontginning van het heidegebied zou pas vanaf 1232 hebben plaatsgevonden. Pas in de 14e eeuw wordt gewag gemaakt van een windmolen. Kort voor 1416 zou deze molen door brand zijn getroffen en daarna zijn herbouwd. Tijdens de godsdiensttwisten, omstreeks 1578, werd de molen opnieuw verwoest. Daarna werd de molen herbouwd. In 1710 werd gewag gemaakt van een rosmolen die de windmolen vergezelde.
Al in 1929 kreeg de molen een beschermde status. Gemalen werd er tot 1943. In 1971 werd de molen nog van een nieuw wiekenkruis voorzien, maar in 1990 waaide hij om. In 1994 werd hij eigendom van de gemeente en in 1994-1995 werd de molen herbouwd waarbij een groot aantal onderdelen van de oude molen werden hergebruikt. Tot 2006 werd de molen bediend door vrijwillige molenaars. Toen liet de toestand van het wiekenkruis het niet meer toe. Het raakte ernstig beschadigd in 2007 en in 2012 werd een nieuw wiekenkruis aangebracht. Sindsdien is de molen weer maalvaardig, hij draait regelmatig maar er wordt niet meer mee gemalen.
- Inventaris van het Bouwkundig Erfgoed (Vlaanderen): 40101